# Квинт Сульпиций Камерин (консул 9 года)
Квинт Сульпи́ций Камери́н (лат. Quintus Sulpicius Camerinus; умер после 9 года, Римская империя) — древнеримский политический деятель из патрицианского рода Сульпициев, ординарный консул 9 года.

## Биография
Квинт происходил из патрицианского рода Сульпициев. В 9 году он занимал должность ординарного консула совместно с Гаем Поппеем Сабином. Известно, что Сульпиций в своё время сочинил поэму о взятии Трои Гераклом, поэтому именно он мог являться адресатом одного из посланий Овидия, просившего защиты у своих римских приятелей.
Его сыном был консул-суффект 46 года, носивший такое же имя.